# Hagafors
Hagafors är en ort i Svenarums socken i Vaggeryds kommun. SCB har för bebyggelsen i orten och dess grannby i söder, Harkeryd, avgränsat en småort namnsatt till Hagafors och Harkeryd.

## Historia
Hagafors ligger i och bestod från början av två byar, Horshaga och Harkeryd. 
Samhället växte upp kring Hagafors Stolfabrik, som fick sin egentliga början år 1863, då arbetet med stolsnickeri flyttades från drängstugan på gården Harkeryd fram till Horshaga kvarn där man tog hjälp av vattenhjul för att sköta arbetet.
Det var framför allt pinnstolar som var fabrikens specialitet. Grundare till stolfabriken var Johan Wilhelm Thunander.
Stolfabriken blev senare omnämnd som Sveriges äldsta stolfabrik.
Namnet på samhället kom till då J W Thunander döpte sin fabrik till Hagafors Stolfabrik.
Under fabrikens storhetstid fanns det ett flertal affärer i byn. Bostäderna i byn var byggda av arbetare från fabriken eller av hitflyttade torp.
1965 såldes stolfabriken till konkurrenten Nesto i Nässjö, tidigare Nässjö Stolfabrik, och 1967 lades verksamheten ner i Hagafors.

### Befolkningsutveckling
| Befolkningsutvecklingen i Hagafors + Harkeryd 1960–2015                             | Befolkningsutvecklingen i Hagafors + Harkeryd 1960–2015 | Befolkningsutvecklingen i Hagafors + Harkeryd 1960–2015 | Befolkningsutvecklingen i Hagafors + Harkeryd 1960–2015 | Befolkningsutvecklingen i Hagafors + Harkeryd 1960–2015 |
| ----------------------------------------------------------------------------------- | ------------------------------------------------------- | ------------------------------------------------------- | ------------------------------------------------------- | ------------------------------------------------------- |
|                                                                                     |                                                         |                                                         |                                                         |                                                         |
| År                                                                                  |                                                         |                                                         | Folkmängd                                               | Areal (ha)                                              |
| 1960                                                                                | 1960                                                    |                                                         | 152                                                     | ¤                                                       |
| 1990                                                                                | 1990                                                    |                                                         | 117                                                     | 25#                                                     |
| 1995                                                                                | 1995                                                    |                                                         | 104                                                     | 25#                                                     |
| 2000                                                                                | 2000                                                    |                                                         | 104                                                     | 25#                                                     |
| 2005                                                                                | 2005                                                    |                                                         | 101                                                     | 26#                                                     |
| 2010                                                                                | 2010                                                    |                                                         | 90                                                      | 27#                                                     |
| 2015                                                                                | 2015                                                    |                                                         | 92                                                      | 37#                                                     |
| Anm.: 1960 som Hagafors. ¤ Som tätortsbebyggelse med 150-199 invånare # Som småort. |                                                         |                                                         |                                                         |                                                         |

## Samhället
Samhället består idag av både permanent- och sommarbostäder.
Hagafors har tillsammans med Svenarum en samhällsförening. I Hagafors finns också tennisklubb och en Alliansförsamling.

## Personer från orten
Yngve Ekström som uppfann "Laminostolen" är född och uppvuxen här.
Axelina Johansson, friidrottare.

## Fotogalleri

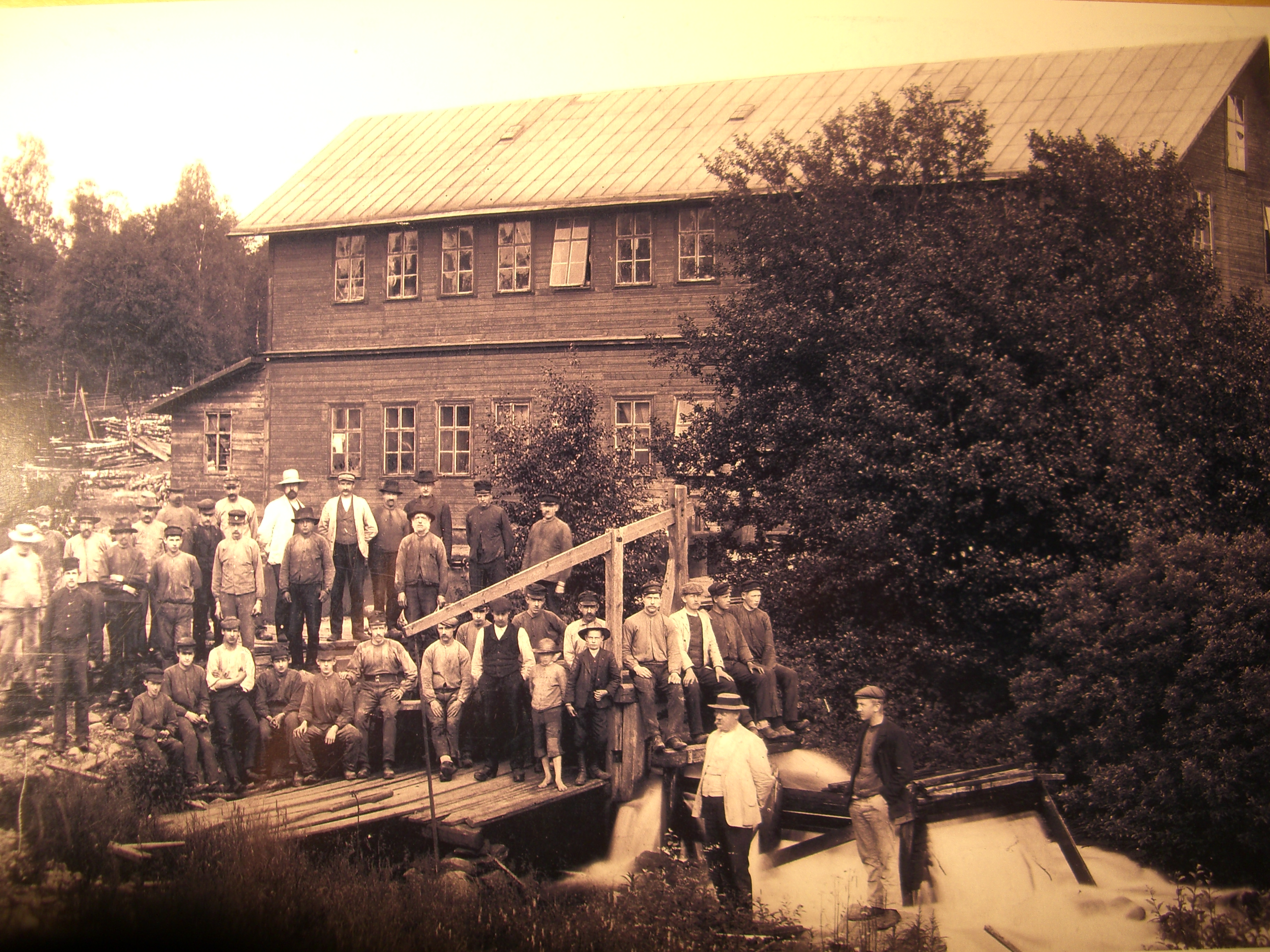
Hagafors Stolfabrik 1906,  J.W.Thunander med sonen Hans och fabriksarbetarna
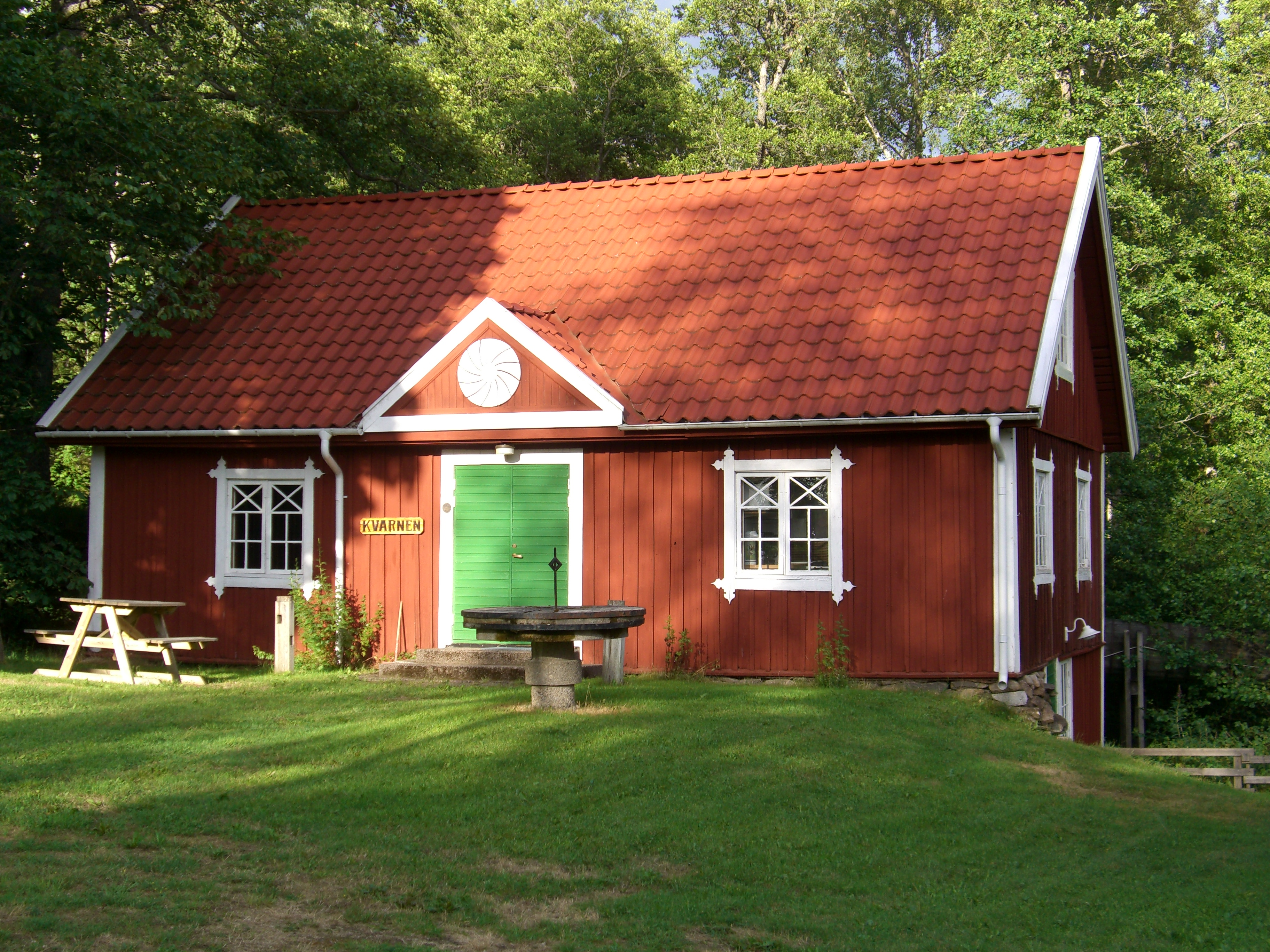
Kvarnen i Hagafors, samlingslokal för Hagafors-Svenarums samhällsförening